# أليشا دياز
أليشا دياز (بالإنجليزية: Alycia Dias)‏ هي مغنية باكستانية، ولدت في 4 نوفمبر 1992.

## وصلات خارجية
- أليشا دياز على موقع IMDb (الإنجليزية)
- أليشا دياز على موقع قاعدة بيانات الفيلم (الإنجليزية)